# Sör

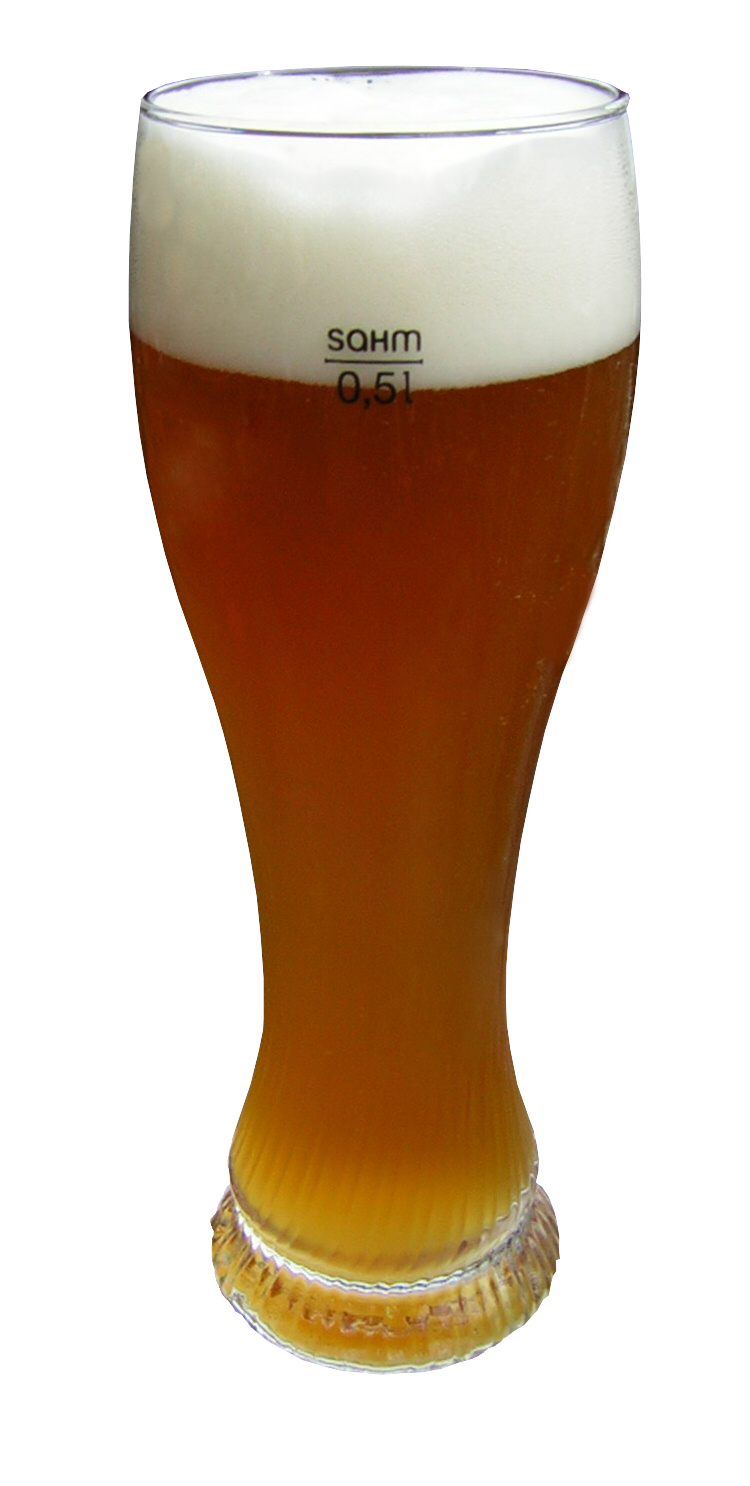
Búzasör

A sör (a Magyar Élelmiszerkönyv szerint) malátából, valamint bizonyos pótanyagokból vízzel cefrézett, komlóval, illetve egyéb engedélyezett anyagokkal ízesített, sörélesztővel erjesztett, szén-dioxidban dús, legtöbbször alkoholtartalmú ital.

## Története

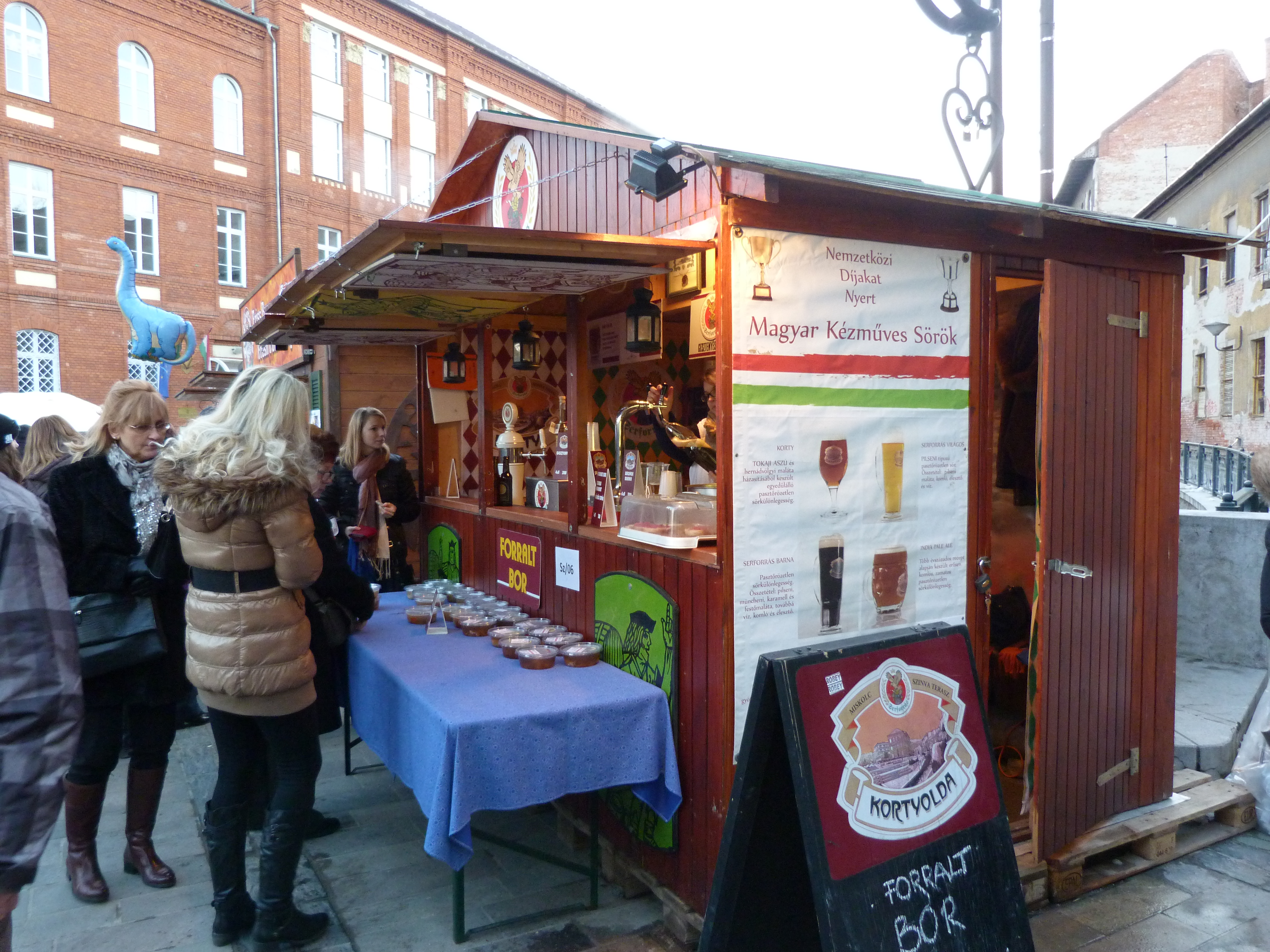
Kézműves sörmester a Miskolci Kocsonyafesztiválon – 2015

A sörgyártás szinte egyidős az emberiséggel. Már az ókor kezdete előtt, a Kék-Nílus völgyében is készíthettek sört, ezt bizonyítja egy Szudánban kiásott, közel 7000 éves edény, amelyben sör maradványait mutatták ki. Szintén agyagkorsóban, az észak-kínai Jiahuban is találtak mintegy 9000 éves sörmaradványokat, amelyeket mézzel, galagonyával és szőlővel ízesítettek. Pontosan nem tudjuk, mikor készítettek először sört, de az bizonyos, hogy már az ókori egyiptomiak is főzték a Kr. e. 5. évezredben. Egyiptomban a rabszolgáktól a gazdagokig népszerű ital volt. Ebben az időben árpakenyérből készítették. A kenyeret vízben áztatták el, megerjesztették, majd datolyával vagy datolyalevéllel ízesítették. A késztermék zavaros, darabos ital lett, amelyet szűrve és szűretlenül is fogyasztottak. Általában kőkorsókból szalma- vagy nádszállal szívták ki, a Közel-Keleten elterjedt a szopókás, saját szűrővel ellátott fedeles korsó. Az ókori Egyiptomban a sör valóban folyékony, tartósított kenyér volt és élelmiszerként fogyasztották.

Sörfajták

A sörkészítés legrégibb írásos bizonyítéka, a Blau-táblák Mezopotámiából, az i. e. 3. évezredből származik. A sörkészítést ekkor már törvényben szabályozták. A sörök minőségét biztosító szabályokat Hammurápi törvényoszlopán szabályozták, a babiloniak mézzel és gyümölcssűrítménnyel varázsolták ízesebbé ezt az italt. A szabályok megszegőit súlyosan büntették.
Az Égi Tehén mítosza címen ismert egyiptomi szöveg szerint Ré főisten az Elephantiné-szigeti papok és a sör segítségével mentette meg az emberiséget. Erről az áradás évszaka első hónapjának 20. napján emlékeztek meg; ez a nap volt a „Részegség ünnepe”. A sör és az élelem neve az egyiptomi nyelvben közös gyökerű. Több előkelő személy sírfeliratában olvasható a következő fordulat: „Megvédtem a szegényeket a gazdagoktól, kenyeret, sört, lepényt adtam az éhezőknek, ruhát a mezteleneknek”. A Démotikus álmoskönyvben több, sörrel kapcsolatos álom magyarázata is megtalálható, így például meleg sörrel álmodni fájdalmat jelent.
Kodolányi János magyar író sumér mítoszok alapján készült regényeiben, mint pl. a Vízözönben, vagy az Új ég, új földben is a szereplők gyakorta fogyasztanak sört, mindezt az író a történelmi tényekre alapozta.
Az európai sörtörténet folyamatosan fejlődött át az ókorból a középkorba: még az első században Tacitus a már letelepedett, gabonatermesztő germánoktól ír. Germán katonai csapatok sörfőző alkalmatosságát hozták felszínre az ásatások Nagy Konstantin császár idejéből, a negyedik századból. A korai középkorban Északnyugat-Európa, Flandria (a mai Belgiumban) nevezetes a sörfőzésről. Britanniában pedig a katolikus egyház már az 5. században elítélte a mértéktelen sörfogyasztást.
Azonban az ókori és kora középkori söröket inkább árpalének kellene nevezni, mintsem sörnek, mert hiányzott belőlük a komló.
A sörfőzés hagyománya nagyban kapcsolódik a kolostorokhoz. A parasztok az egyházi adót gyakran sörben fizették meg, illetve a szerzetesek saját maguk is főzték a sört, hogy megkönnyítsék a böjtölést, mivel az ivás nem tilos a böjt alatt sem. A középkorban a sörfőzés terén a kolostorok álltak az élen. A szerzetesek sokat javítottak a sörfőzés technikáján, úgy tartják, hogy ők terjesztették el Nyugat-Európában a komlót a sör ízesítéséhez. A mézsör készítését a szerzetesek vitték tökélyre, továbbá a chartreuse és a Bénédictine likőrt is a szerzetesek fejlesztették ki. A pezsgőt (champagne) egy 17. századi bencés szerzetes találta fel. 
Angliában a tömeges sörfőzés VIII. Henrik (1509-1547) uralkodásától virágzott fel, s ekkortól terjedtek el a felső erjesztésű (ale) fajták. Bajorországban már 1516-ban sörtisztasági törvényt hoztak, ami szabályozta, hogy sör kizárólag maláta, komló és víz hozzáadásával készülhet, adalékanyagok nélkül. Később a hozzávalók közé felvették az élesztőt is. Magyarországon minden földtulajdonos főzhetett és mérhetett (jattolási jog) sört. Ennek egyik központja az újkorban Komárom volt, ahol megtalálható volt a tót ser és a mézes meth-sör is.
A középkor végi serfőző céhek az ipari forradalom során átadták a helyüket serfőzdéknek, amik idővel sörgyárakká nőttek. Ezekből pedig az utóbbi évtizedekben a felvásárlások és egyesülések nyomán nagy söripari konszernek jöttek létre.

## Készítése
Az 1516-os Reinheitsgebot (a bajor sörtisztasági törvény) szerint sörkészítéshez a következő négy alapanyag szükséges: maláta, komló, élesztő és víz. Amennyiben a gyártó nem ragaszkodik a tisztasági törvényhez, akkor ún. pótanyagot is felhasználhat a sör gyártásához. Leggyakrabban használt pótanyag a kukoricaőrlemény, a rizs, az árpa és különböző szénhidrát tartalmú termékek.

### A maláta előkészítése (malátázás)
A sör készítésének első lépéseként az árpából malátát kell készíteni. Ehhez a gondosan megtisztított árpát mindenekelőtt nagy, alul kúposan végződő hengerekben beáztatják. A hengerekből a vizet időnként leeresztik, majd frissel pótolják, közben pedig levegőáram befúvatásával keverik a vizes árpatömeget, miáltal az árpa jól megmosódik és szellőződik. 2-4 nap alatt az árpa kb. 50% vizet vesz fel. Az áztatott árpát magas páratartalmú, meleg helyiségben szétterítik, csíráztatják. A sörmaláta így 8-10 nap alatt készül el, mikor is a gyökércsíra hossza a mag hosszának mintegy másfélszerese lesz, a levélcsíra a héj alatt marad és a mag 1/2 – 3/4 részéig ér. A csírakezdemények eltávolítása után a gabonaszemeket kiszárítják. A kiszárítási folyamat időtartama és hőmérséklete meghatározza az elkészült maláta típusát. Malátakészítéskor tulajdonképpen olyan enzimek aktiválódnak és termelődnek, amelyek a sörfőzés azaz más néven cefrézés során a malátában található keményítő és egyéb makromolekulák bontását végzik.

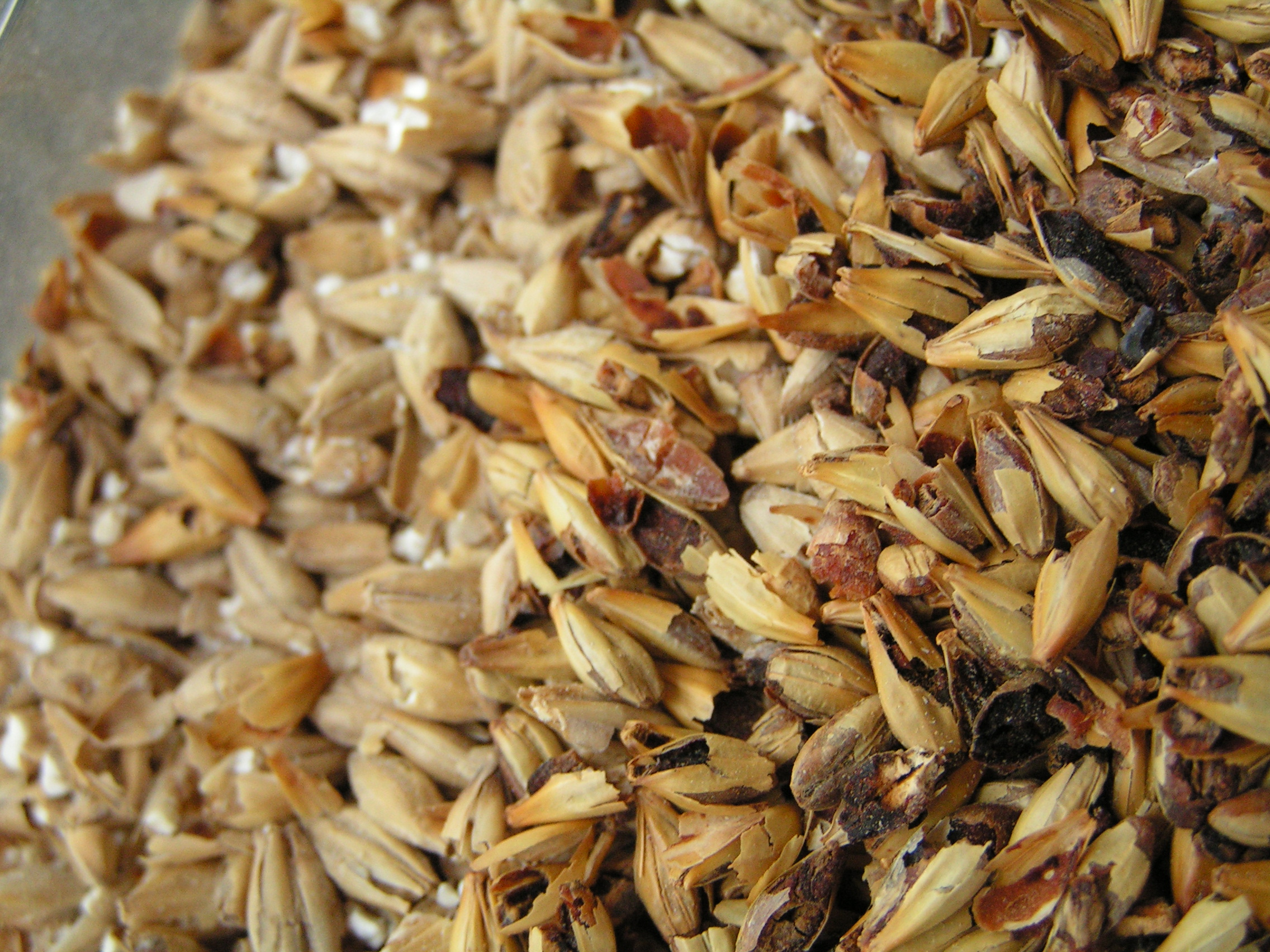
Kristálymaláta

A zöld maláta nagy víztartalma folytán romlandó, ezért ezt szárítják, aszalják. A friss maláta egy, rendszerint 2-3 emeletes aszalóberendezés legfelső emeletére, annak alsóbb emeleteire kerül, melyeken a hőmérséklet fokozatosan emelkedik. A végső aszalási hőmérséklet a pilseni típusú malátáknál 66-88 °C, a bécsi típusúnál 88-100 °C, a bajor típusúnál pedig 94-112 °C. A pilseni típusú maláta világos sárga marad, a bécsi típusú aranysárga lesz, a bajor típusú azonban sötétebb színűvé válik.
Az aszalt malátát most csírátlanító és fényező gépeken engedik át. A csírákat tördelik és különválasztják. A barna sörök készítésére pörkölt maláta is kell, mely célból a megnedvesített malátát forgó dobokban 120-130 °C-ig hevítik fel. Az előkészített malátát mindenekelőtt megőrlik, hogy belseje lisztté hulljon szét, héja pedig nagy darabokban maradjon. Ennek célja, hogy cefrézéskor a cefréző víz minél nagyobb felületen hasson.

### Cefrézés
Miután a malátát előkészítették, megkezdődhet a tényleges sörfőzési folyamat. Erre Észak-Európában, Angliában és Amerikában az ú.n. infúziós eljárást, míg Közép-Európában a dekokciós eljárást alkalmazzák. A dekokciós eljárás esetén a malátaőrleményt nagy cefréző kádban langyos vízzel keverik, és a keverék 1/3 részét főzőüstbe eresztik. Ezt a részletet itt fokozatosan forrásig melegítik, majd egy ideig forralják, aztán visszaszivattyúzzák a keverék többi részéhez a cefréző kádba. Ettől a cefre 50-55 °C-ra melegszik. Ugyanezt az eljárást még kétszer megismétlik, amire a cefre 62 °C-ra, majd 75 °C-ra melegszik fel. Ezután addig keverik a cefrét, míg a keményítő elcukrosodása befejeződik. Ez abból vehető észre, hogy a cefre jódoldattal nem adja a keményítőre jellemző kék színeződést.
Az infúziós eljárás esetében, az egész cefrét egyszerre melegítik fel a kellő 65-72 °C-os hőmérsékletre.

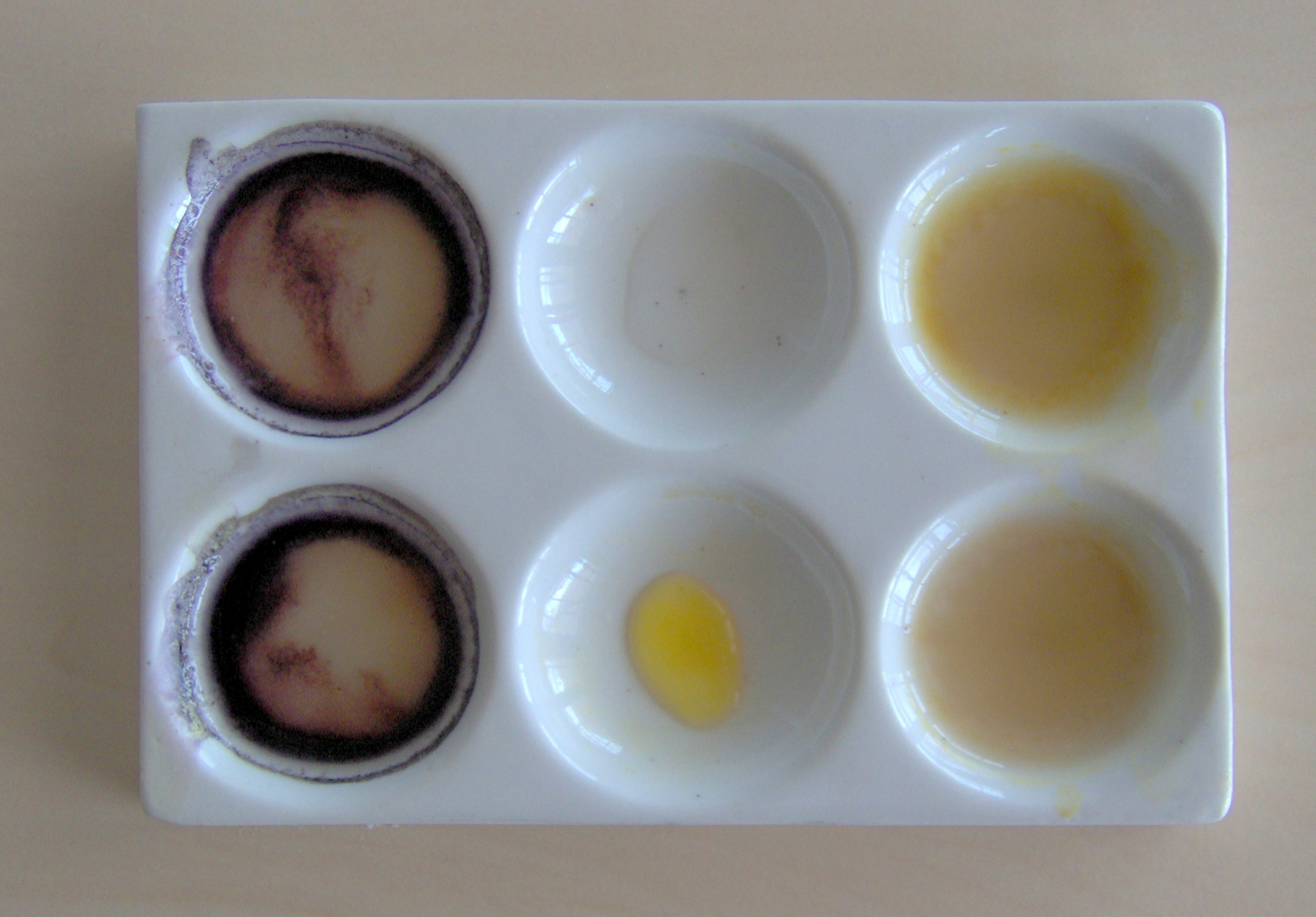
Jódpróba

A sörlé szűrésére szolgáló szűrőkádak kettős fenekű nagy kerek kádak, melyeknek felső feneke lyukacsos. Az ide szívatott cefrét ülepítik, ahol a lerakódott törköly szolgál szűrőrétegként. A leszűrt cefrének ún. extraktja (oldott anyaga) mintegy 92-94% szénhidrátot (ebből 74-82% erjeszthető, a többi pedig dextrin), továbbá 4-6% fehérjét tartalmaz. Ezt a szűrt levet vezetik aztán a komlóforraló üstbe, ahol folytatódik a sör előállításának menete.

### Komlózás
A sörfőzéshez használt komló a Humulus lupulus nővirágzata. A toboz-pikkelyek belső részén kehely alakú mirigy van, melyben a sörfőzés szempontjából értékes anyagok: illó olaj, gyanta, csersav és más keserű anyagok foglaltatnak. Az illóolaj és a keserű anyag zamatot, ízt ad, a gyanta pedig antiszeptikus hatású, különösen a tejsavas és rothasztó baktériumok fejlődését gátolja.
A komlóval való főzés célja a fehérjék kicsapása, a sörlé töményítése és sterilizálása. A cefrét a komlóval 1–1,5 óráig erősen forralják. A főzött sörlevet újból szűrik, azután hűtik. A hűtésnél fontos, hogy a sörlé levegőt vegyen fel – erre az élesztőnek van szüksége –, azután gyors legyen a lehűlés, különösen a veszélyes hőfokok között (50-30 °C), hogy tejsavas, illetőleg vajsavas infekció bajt ne okozzon.

### Erjesztés

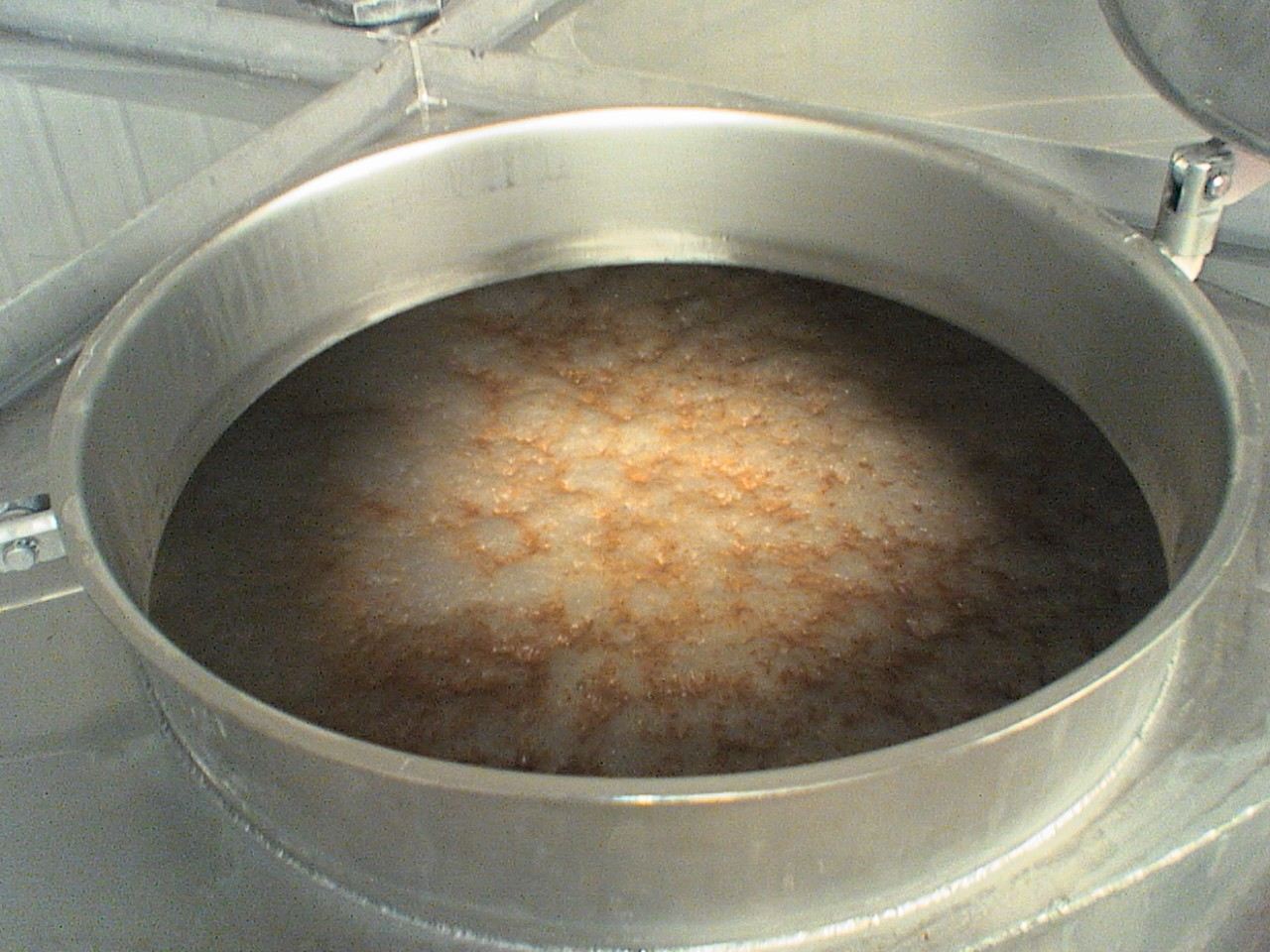
Erjesztőtartály

Ezt követően az erjesztésre kerül a sor, ami mesterségesen hűtött helyiségben történik, hogy ezzel is gátolják a káros baktériumok elszaporodását. Az erjesztés két nem élesen elkülöníthető részre osztható: főerjedésre és utóerjedésre. Az alsó erjesztésű élesztővel készülő sört 5-9 °C, a felső erjesztésű élesztővel készülő sört 10-25 °C között erjesztik. Eközben hektoliterenként 0,4-0,5 liter sűrű élesztőpéppel keverik a sörlevet. A 20-400, esetenként akár több ezer hektoliter nagyságú erjesztőedényeket fából, fémből, paraffinozott betonból készítik. Ezekben a lehűtött és élesztővel kevert sörlé hamarosan erjedni kezd és vastag, sűrű, nyálkás hab borítja felületét. 4-7 nap múlva a hab kezd összeesni, felszíne a komlógyantától megbarnul, ezzel jelzi, hogy a főerjedés túl van a tetőpontján. 7-14 nap alatt az élesztő leülepedik. Ekkor a sörlé extraktjának 50-60%-a elerjedt és az új sör lefejthető az élesztő-üledékről (seprőről). Az élesztő-üledék alsó és legfelső része részben elhalt sejtekből, vagy vadélesztővel kevert sejtekből áll, míg középső rétege az ún. „magélesztő”. Ezt elkülönítve, jeges vízzel mossák és ezzel oltják be a következő főzés friss sörlevét.

### Ászokolás
A főerjedés után lefejtett sör ászokolása (utóerjedése) és ezzel az érése az ászok pincében történik. Ezeket a pincéket állandóan 0 °C-on tartják, ahol a sör nagy, belül fehér szurokkal bevont fahordókban vagy fémtartályokban áll és hosszadalmas utóerjedésen megy át. A 2-5 hónapos ászokolás alatt lezajlik az utóerjedés, a sör megtisztul és szén-dioxiddal telítődik, kialakul habszerkezete és jellegzetes íz harmóniája.

### Palackozás
A kész sört rendszerint zárt cellulózszűrőn átsajtolva szállítóhordókba vagy palackokba fejtik. A szállítóhordók belseje szintén fehér szurokkal van bevonva, hogy a sör ne ivódjék be a dongákba és ott később savanyodás, penészedés ne álljon be. A palacksört rendesen pasztőrözik 60-70 °C-on, hogy tartósabb legyen. A kész sör alkohol- és extrakttartalma természetesen attól függ, hogy milyen sűrű cefrét készítettek és mennyire erjesztették el. Átlagosan azt mondhatjuk, hogy a sörök alkoholtartalma 2,5-5% közt ingadozik. Az erjedésnél az alkalmazott élesztő-típus szerint a dextrinek, esetleg maltóz is maradhat elerjedetlenül (például az édes bajor söröknél).

#### A palack színe
A sörben található egy izohumulon nevű anyag, ez egy úgynevezett alfasav, – a komlóból kerül a sörbe, ennek a keserű íz kialakításában van fontos szerepe – az UV-sugárzás hatására lebomlik, ha a reakcióban segíti megfelelő mennyiségű riboflavin, ami reakcióba lép a sörben levő kénnel, végeredményként létrejön a 3-metilbut-2-én-1-tiol nevű molekula, röviden 3-MBT. Ennek az anyagnak az a jellegzetessége, hogy kellemetlen, büdös szaga van. Ezt megelőzendő használnak a palackozáshoz barna vagy zöld színű üvegeket. 
Léteznek átlátszó palackozással készülő típusok (például Corona, Miller), ezeket a gyártók dihidro-izohumulonnak nevezett adalékanyagokkal teszik „fényállóvá”.

### A sör színe
A sör általában árpából készül, de búzából, zabból, rozsból és más gabonából is előállítható, ez is befolyásolja a sör színét. Legfőképp azonban a pörkölés van hatással a színére. Minél sötétebbre pörkölik a gabonát, annál barnább lesz a sör.

## Alapanyagai
A sör gyártásához a vonatkozó kötelező előírásoknak (törvény, rendelet, MÉ I. kötet), nemzeti szintű ajánlásoknak (MÉ II. kötet, szabvány), ezek hiányában a szokásos és a sörgyártási, valamint az étkezési célnak megfelelő minőségű, a következőkben felsorolt anyagok használhatók fel.
- Alapanyagok
  - Maláta (általában árpa vagy búza csíráztatásával készült termék)
  - Víz (85-95%-a)
- Pótanyagok (a sörlé szárazanyag-tartalmának legfeljebb 30%-a származhat pótanyagból)
  - Árpa
  - Csírátlanított kukoricaőrlemény
  - Rizs
  - Szénhidráttartalmú termékek
- Ízesítő- és színezőanyagok
  - Komló (az ízét, színét és illatát elsősorban ez adja meg)
  - Komlókészítmények
  - Színezékek
  - Karamellmaláta és színezőmaláta
- Technológiai segédanyagok
  - Szén-dioxid
  - Élesztő
  - Szűrő- és derítő anyagok
  - Enzimek

## Sörfajták

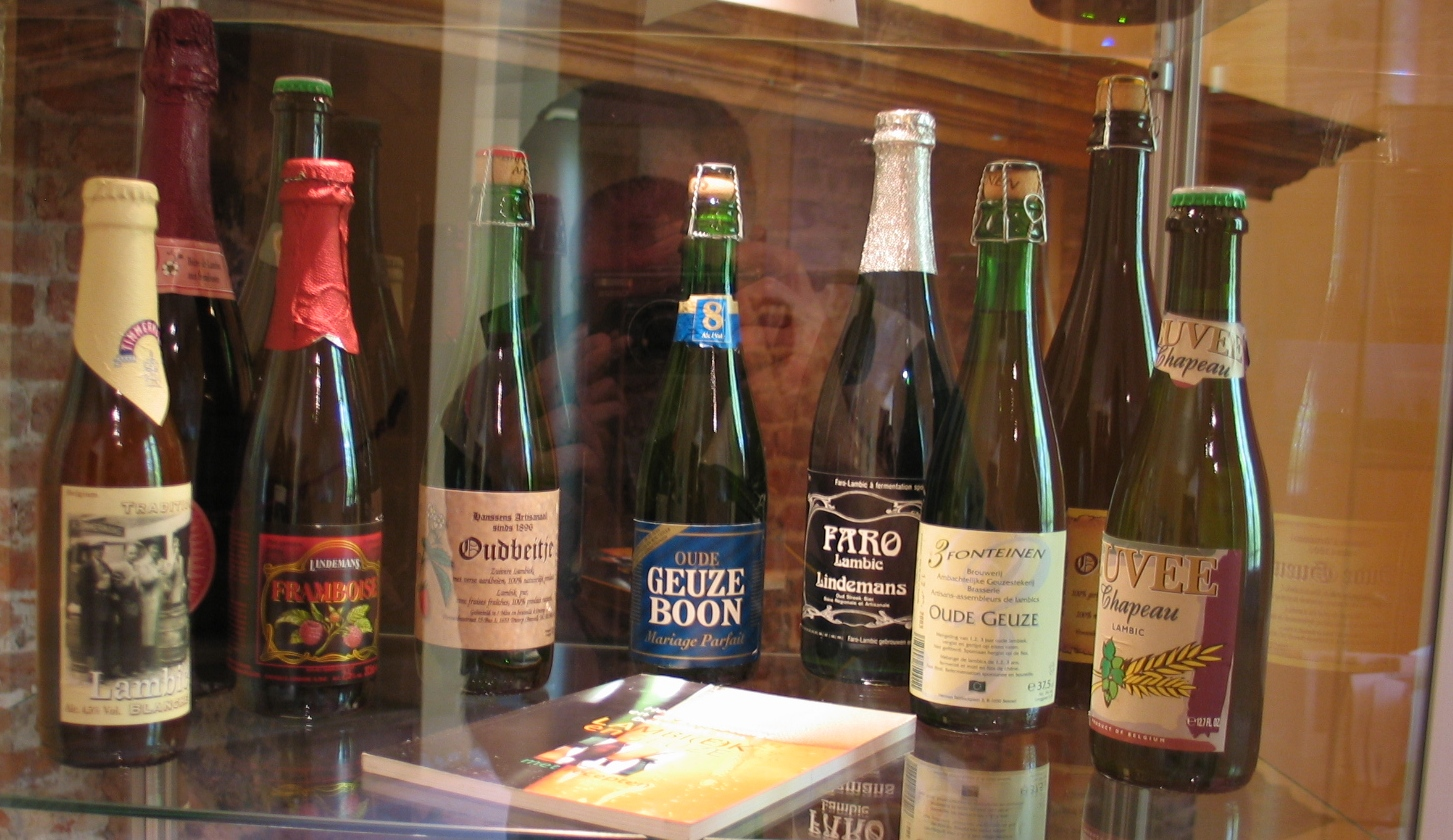
Néhány Lambic sörfajta palackozva

Sörfajták, típusok

A söröket csupán erjesztési eljárásuk alapján három nagy csoportba oszthatjuk. Az első ilyen csoport a spontán erjesztésű sörök csoportja, amelyet manapság már csak Belgium egyes tájain főznek. Nagyobb csoportot alkotnak a felső erjesztésű sörök, melyek nevüket onnan kapták, hogy az erjesztéshez használt élesztő magasabb hőmérsékleten (20°C körül) dolgozik. Pont ezért elterjedt típus a házi illetve kisüzemi sörfőzés területén, mivel az erjedéshez szükséges körülmények megteremtése általában nem kerül plusz erőfeszítésbe. A harmadik, és egyben legmodernebb csoport az alsó erjesztésű sörök köre, amely a 19. századtól tört előre, és mára a legelterjedtebb, és legtöbb sört tartalmazó csoporttá vált. Itt az élesztő viszonylag alacsony hőfokon dolgozik (5-8 °C), az érlelés pedig minimum egy hét 0 °C körüli hőmérsékleten történik. A nagyüzemi söröknek ez kedvező, mivel az alacsony hőmérsékleten történő erjesztés és tárolás megelőzi, hogy egyéb nemkívánatos baktériumok, kórokozók szaporodjanak el a sörben és így tönkremenjen.
Spontán erjesztésű sörök (Lambic/Lambiek)
A legismertebb spontán erjesztésű sörfajta a Lambic. Ez a fajta a 15. században született, hazája Belgium. Nevét Lembeek faluról kapta, ahol először készítették. Nagyon száraz, kissé savanykás, szinte szénsavmentes, gyümölcsös aromájú sörfajta, amelyet fogyasztanak magában, de sokszor ízesítve is, így különböző alfajták jöttek létre. Ilyen például a Faro, a cukrozott és kevert Lambic, a Kriek, ami meggy, a Framboise, ami málna hozzáadásával készült, és a Geuze, ami különböző évjáratú és fajtájú Lambic-ok keveréke. Gyakori ízesítő anyag még az őszibarack és a feketeribizli.
Felső erjesztésű sörök (Ale)
Az egyik legismertebb felső erjesztésű sör az Ale, brit sörfajta, melynek színe a világos sárgától a sötétebb rubinig, szinte feketéig terjed. Átlagos alkoholtartalma 4-8%. Altípusai közé tartozik a száraz Bitter Ale (ezen belül a barna Brown Ale és a világos Pale Ale), az édes Cream Ale, a whisky ízére emlékeztető Scotch Ale, a vöröses színű Irish Red Ale. Felső erjesztéssel készül az édeskés, testes, „fekete” Stout, és a sötét színű, kissé csokira emlékeztető ízű Porter is, amely a téli hónapok itala.
Alsó erjesztésű sörök (Lager)
A Lager sörök egyik legismertebb típusa a Pils sör, amely az elsők között volt sikeres az alsó erjesztésű sörök kategóriájában. Nevezetes alsó erjesztésű sör a Bock sör is. Ez a sör a 13–14. században született, Alsó-Szászországban. Nevét Einbeck településről kapta. Valószínűleg eredeti neve Beck volt, csak a bajor akcentus változtatta Bockká.
Hibrid, különleges eljárással készülő sörök
Vannak olyan fajták is, amelyekben keveredik az alsó és a felső erjesztésű sörök készítésének egy-egy eleme. Ilyen például a búzasör, amely eredetileg felső erjesztésű sörfajta, de néha a jobb érés érdekében alsó erjesztésű élesztőt is adnak hozzá. A német eredetű Kölsch, amely az alacsony tárolási hőmérsékletben tér el a szokásos felső erjesztésű söröktől. Szintén említésre méltó a gőzsör, amely az előzőekkel ellentétben alsó erjesztéssel készül, de a felső erjesztésű sörökre jellemző hőmérsékleten. Illetve egyéb speciális szezonális sörök, különböző fűszerekkel, valamint a füstölt sörök, amelyek füstös aromájukat, ízüket a kemencében szárított árpamalátától kapják.
Alkoholmentes sörök
A normál sörök esetében a cefre szárazanyag-tartalma 11 százalék körül van, az alkoholmentes sörök viszont 6 százalékos sörléből készülnek. Minimális alkoholt egyébként (legfeljebb 0,5 térfogat százalékot) az alkoholmentes sörök is tartalmaznak.
Bio sörök
A felhasznált alapanyagok (maláta, komló) kizárólag ellenőrzött ökológiai gazdálkodásból származhatnak. Igazoltan GMO-mentes sörélesztők és enzimek felhasználhatók, néhány adalékanyag pedig csak külön engedéllyel. A bio sörök és a nem bio sörök íze nem különbözik. A sörfőzdének be kell jelentkeznie az ellenőrzési rendszerbe.

## Egészségre gyakorolt káros hatásai
Az alkoholfogyasztás hosszú távon számos betegséget okoz, károsítja a májat, az idegrendszert, és megrövidíti az élettartamot. Az alkohol rövid távú hatásai közé tartozik a koncentráció csökkenése és a reakcióidő megnövekedése. Mindezek miatt elterjedt az alkoholmentes sörök készítése, amelyekben aromákkal próbálják utánozni az alkoholos sör ízét.

## Magyar sörök

### Sörgyárak
- Borsodi Sörgyár Kft. – a gyárat 1973-ban nyitották meg a Borsod-Abaúj-Zemplén megyei Bőcs határában.[6] Saját termékei a Borsodi Sör, a Borsodi Bivaly, az alkoholmentes Borsodi Póló, a Borsodi Borostyán és a Rákóczi sör, de licenc alapján több más, világszerte ismert márkát is gyárt.
- Heineken Hungária Sörgyárak Zrt. – jogelődje 1895-ben alakult Sopronban, ma itt és (1985-2018-ig) a Martfűi Sörgyárban gyártja termékeit, többek között a Soproni sört és annak változatait.[7]
- Dreher Sörgyárak Zrt. – Budapest, Kőbánya
- Pécsi Sörfőzde – Pécs
- Fővárosi Serfőző Rt. (1912-1949) – Budapest, Kőbánya
- Nagykanizsai Sörgyár Rt. (1892-1999) - Nagykanizsa

### Kisebb főzdék, kézműves és biosörök
- Szent András Sörfőzde – Békésszentandráson működik 1993 óta.[8]
- Körös-Maros Biofarm – Alakor biosör: a receptet és technológiát a BCE Sör és Szeszipari Tanszéke fejlesztette, az alapanyagként felhasznált alakor búzát az MTA ATK nemesítette (Mv Alkor), a gyulai Körös-Maros Biofarm Kft. termelte. A teljes folyamatot a nemesítéstől és vetőmag szaporítástól kezdve az alapanyag termelésén, feldolgozásán keresztül a sörfőzésig a Biokontroll (HU-ÖKO-01) ellenőrizte az ALKOBEER PROJEKT keretében.[9]
- A zirci ciszterci apátságban több évszázados hagyománya van a sörfőzésnek, az első helyi sör 1735-ben készült el. Később ez a tevékenység megszűnt, de 2015-ben újraindították a sörfőzést.[10]
- Hedon sörfőzde, amely Balatonvilágoson készíti klasszikus és újhullámos söreit. A főzde Németh Antal „vándor gerilla” főzdéjéből nőtte ki magát, és 2015 közepén kezdte meg a működését. Egyik terméke a híres filmes alak után elnevezett Charlie Firpo.[11]
- Szarvasi Sörfőzde – 2010-ben kezdte meg tevékenységét Szarvason.[12]
- Balatonszentgyörgyi Sörművek[13]
- SteamCraft Brewery – Pécs első kisüzemi sörfőzdéje 2017-ben kezdte meg a működését. Főként prémium minőségű ale söröket főznek. Termékek: IpiAPAche-APA, Prancing Pony-IPA, Fat Hamster-Amerikai búza, Utopia-Pilseni típusú, Dark Steam-Stout, CaliBEER-Cream Ale.
- Igazi Csíki Sör – a székelyföldi Csíkszentsimonban gyártják 2014 óta.[14]
- RothBeer Kraft Sörök Archiválva 2020. augusztus 5-i dátummal a Wayback Machine-ben  Archiválva 2020. augusztus 5-i dátummal a Wayback Machine-ben
- Bäder Sörfőzde
- Hübris Sörfőzde
- Mad Scientist Sörfőzde
- Horizont Sörfőzde
- Reketye Sörfőzde
- Harapunk Sörfőzde
- Hopfanatic Sörfőzde
- Fehér Nyúl Sörfőzde
- Hoptop Archiválva 2020. március 3-i dátummal a Wayback Machine-ben Sörfőzde
- Oázis Sörfőzde
- MONYO Sörfőzde
- The FIRST Sörfőzde
- Beertailor Sörfőzde
- Ninka Archiválva 2020. március 3-i dátummal a Wayback Machine-ben Sörfőzde – gluténmentes sörök

## A világ vezető söripari cégei
- Anheuser-Busch (USA)
- Heineken (Hollandia)
- InBev (Belgium)
- SAB Miller (Dél-Afrika)
- Brasseries Kronenbourg (Franciaország)
- MolsonCoors (Kanada-USA)

## Külföldi sörök
- Amerikai sörök: Angus, Alaskansmokedporter, alesmith nute brown, Alesmith numb skull, anchor Brekleys brow ale, anchor christmas ale, Anchor humming ale, anchor liberty ale, anchor old foghorn , anchor porter, anchorage galaxi Barrel aged White ipa, Anderson Valley Bourbon barrel aged barney flats, anderson valley hop ottin ipa, Anderson valley vinter Solstice, Cambridhe red god, Dark horse reserve special black ale, Drakes Drakonic, Flying Doq gozo, flying doq Horn doq. flying doq kujo, flying doq pearl necklace, Founders Curmudgeon, Hoppin Frog/amager hop from amager, Hoppin frog/fanoNatasha rocks america, Sierra Nevada stout, Sierra Nevada Narwhal, Left hand Milk stout, Hoppin frog Barrel Aged, outa killerleft hand fade to black volume 4 rocky mountain black ale, Port Brewong mongo ipa, Port Brewing Old Viscosity, Port Brewing Wipeout IPA, Rogue Dad's Little Helper, Rogue Dead Guy Ale, Rogue Mocha Porter, Rogue Shakespeare Oatmeal Stout, Sly Fox Odyssey, Southern Tier Iniquity, Stillwater Stateside Saison, The Bruery Autumn Maple,
- Angol sörök: Adnams, Aston Manor, Badger, Bass, Belhaven, Black Sheep, Boddingtons, Brain, Buffys, Burtonwood, Cains, Carlsberg-Tetley, Daleside, Freedom, Goddards, Isle Of Skye, O'Hanlon's Brewing Company Ltd., Sheperd-Neame, Smiles, St. Peters, Theakston, Wye Valley
- Argentin sörök: Quilmes, Schneider
- Belga sörök: Achel, Brasserie Achoufee, Abbaye de Rocs, Bink, Bocq, Brewery Angerik, Brasserie des Fagnes, Brasserie de Silly, Brasserie Vapeur, Chimay, Brewery De Block, De Dool, Delirium Tremens, Den Ostensche Baron, Des Geants, De Proefbrouwerij, DeKoninck, Dubuisson Brewery, Brasserie DuPont, Fantome, Jupiler, Kwak, Rochefort, Leffe, Maes-Alken, Malheur, Mortals, Musketiers (Troubadour), Mongozo, Moortgate (Duvel), Orval Orval, Palm, Primus, Radermacher Distillery, Rodenbach, Satan, Stella Artois, Strubbe, Ter Dolen, Urthel, Val Dieu, Van Steenberge, Vandenbossche, Vapeur, Lindemans,
- Cseh sörök: Bernard, Bohemia Regent, Budweiser Budvar, Gambrinus, Veľkopopovický Kozel, Krušovice, Staropramen, Primator, Starobrno, Pilsner Urquell, Samson, Radegast, Zlatopramen
- Dán sörök: Carlsberg, Tuborg, Faxe, Royal Pilsner
- Egyiptomi sörök: Luxor, Sakara, Stella
- Finn sörök: Lapin Kulta, Karhu, Karjala, Koff, Olvi, Sahti
- Francia sörök: 1664, Fischer, Kronenbourg, Torra
- Fülöp-szigeteki sörök: Red Horse
- Görög sörök: Alfa, Bios, Brink's, Fix, Pils Hellas, Magnus, Mythos
- Guatemalai sörök: Gallo, Moza, Cabro
- Holland sörök: Alfa, Amstel, Bavaria, Brand, Budels, De Leckere, Den Engel, De Pelgrim, De Schans, Dommelsch, Drie Ringen, Grolsch, Grunn, Gulpener, Haagse, Heineken, Hertog Jan, Hoegaarden, Hoeksch, t Koelschip, La Trappe, Leeuw, Lindeboom, Maximiliaam, Scheldebrouwerij, Snab, Stichtse Heeren, Us Heit
- Horvát sörök: Karlovačko, Ožujsko
- Ír sörök: Beamish, Caffreys, Guinness, Kilkenny, Murphys
- Japán sörök: Asahi, Kirin, Sapporo, Szuijóbi no Neko
- Kambodzsai sörök: Anchor, Angkor, Cambodia
- Kínai sörök: Tsingtao, Shanghai, Tianmuhu, Snow, Reeb, Harbin
- Kolumbiai sörök: Club Colombia
- Laoszi sör: Beerlao
- Lengyel sörök: Karpackie, Van Pur, Roger, Okocim, Imperator, Tyskie, Warka, Lech, Żywiec, Tatra, Dębowe Mocne, Leżajsk, Redd's, Harnaś, Żubr
- Macedón sörök: Skopsko
- Marokkói sörök: Casablanca
- Mexikói sörök: Corona (Coronita), Modelo, Pacífico, Sol, Dos Equis, Tecate, Montejo, León, Indio, Ideal, Barrilito, Victoria, Estrella, Superior, Bohemia, Noche Buena, Carta Blanca, Kloster Light
- Montenegrói sörök: Nikšićko Pivo
- Német sörök: AktienBrauerei, Aldersbacher, Allgaeuer, Alpirsbacher, Altenburg, Altenmünster, Andechs, Astra, Auer, Augustiner, Ayinger, Beck’s, BerlinerKindl, BerlinerPilsner, Bischoff, Bischofshof, Bitburger, BrauhausSchweinfurt, Caiman, Clausthaler, DAB, Diebels, DinkelAcker, Distelhauser, Duckstein, Eder's, Eichbaum, Einsiedler, Engelbrau, Erdinger, Erharting, Eschweger, Frankenheim, Franziskaner, Fuerstenberg, Gilde, Goldochsen, Hacker-Pschorr, Hacklberg, Hasseröder, Hofbräu, Holsten, Innstadt, Jever, Kaltenberg, Karlsberg, Ketterer, König, Königsbacher, Köstritzer, Krombacher, Kuchlbauer, Kulmbacher, Lauterbacher, Lederer, Leikeim, Licher, Löwenbräu, Lübzer, Mahrs, Maisels Weisse, Meckatzer, Memminger Brauerei, Oettinger, Paulaner, Pinkus, Potts, Radeberger, Reissdorf Kölsch, Riedenburger, Rolinck, Ruppaner, Sanwald, Scherdel, Schlösser, Schneider, Schöfferhofer, Schultheiss, Spaten, Sternquell, Stuttgarter Hofbräu, Tucher, Uerige, Ulmer Bier, Ustersbacher, Veltins, Warsteiner, Weihenstephan, Weltenburger Kloster Bier, Wernesgrüner, Wieninger, Wulle, Würzburger Hofbräu
- Nepáli sörök: Gorkha
- Nicaraguai sörök: Toña
- Norvég sörök: Aass Bryggeri, Grans Bryggeri, Hansa Borg Bryggerier ASA, Macks olbryggeri, Nordmorsbrygg, Ringnes
- Olasz sörök: Peroni, Birra Moretti, Nastro Azzurro, Forst, Ichnusa, Poretti, Raffo, Menabrea, Pedavena
- Osztrák sörök: Gösser, Zipfer Steffl, Edelweiss, Kaiser, Ottakringer, Puntigamer, Schwechater, Stiegl, Pittinger, Wieselburger, Schladminger, Reininghaus, Egger
- Perui sörök: Cristal, Cusqueña, Pilsen Callao, Pilsen Trujillo
- Portugál sörök: Sagres, Super Bock
- Román sörök: Albacher, Azuga, Bürger, Bergenbier, Bucegi, Ciuc, Ciucaș, Dracula, Gambrinus, Golden Bräu, Harghita, Neumarkt, Noroc, Servus, Silva, Stejar, Timișoreana, Ursus
- Spanyol sörök: Alhambra, Cruzcampo, Estrella Damm, San Miguel, Mahou
- Svájci sörök: Feldschlössen,
- Svéd sörök: Postiljon, Old Gold, Norrlands Guld, Spendrups, Pripps, Pripps Blå, Mariestads
- Szerb sörök: Apatinsko Pivo, Jelen Pivo, Lav Pivo, MB Pivo, Zaječarsko Pivo
- Szlovák sörök: Zlatý Bažant, Smädný Mních, Stein, Corgoň, Gemer, Popper, Šariš, Steiger, Tatran, Topvar, Urpin, Martinský Zdroj, Martiner, Kelt, Edelmann
- Szlovén sörök: Laško (Zlatorog), Union
- Thaiföldi sörök: Chang, Singha, Archa, Leo,
- Ukrán sörök: Obolon, Sarmat, Csernyihivszke, Lvivske, Slavutich, Korona, Desant, Dnipro, Jantar, Rohany
- Venezuelai sörök: Polar
- Vietnámi sörök: Hanoi Beer, Bia Saigon, Viet Ha, Zorok, Huda Beer, Hue Beer